# 208e régiment d'infanterie
Le 208e régiment d'infanterie (208e RI) est un régiment d'infanterie de l'Armée de terre française. Il recréé en 1914, puis en 1939, avec les réservistes du 8e régiment d'infanterie et combat pendant la Première Guerre mondiale et la Seconde Guerre mondiale.

## Création et différentes dénominations
- La 208e demi-brigade de première formation est d'abord créée sous la Révolution et dissoute en 1796.
- août 1914: 208e régiment d'infanterie
- février 1919 : dissolution
- septembre 1939 : 208e régiment d'infanterie
- juin 1940 : dissolution

## Chefs de corps
Première Guerre mondiale
- août 1914 - décembre 1915 : lieutenant-colonel Mesnard[1],[2]
- décembre 1915 - février 1916 : lieutenant-colonel Gustave Puech (mort pour la France le 25 février 1916)[2],[3]
- mars 1916 - octobre 1917 : lieutenant-colonel Louis[4]
- octobre 1917 - 1919 : lieutenant-colonel Joly[5]

Seconde Guerre mondiale
- 1939-1940 : lieutenant-colonel Dargelos.

## Historique

### Première Guerre mondiale

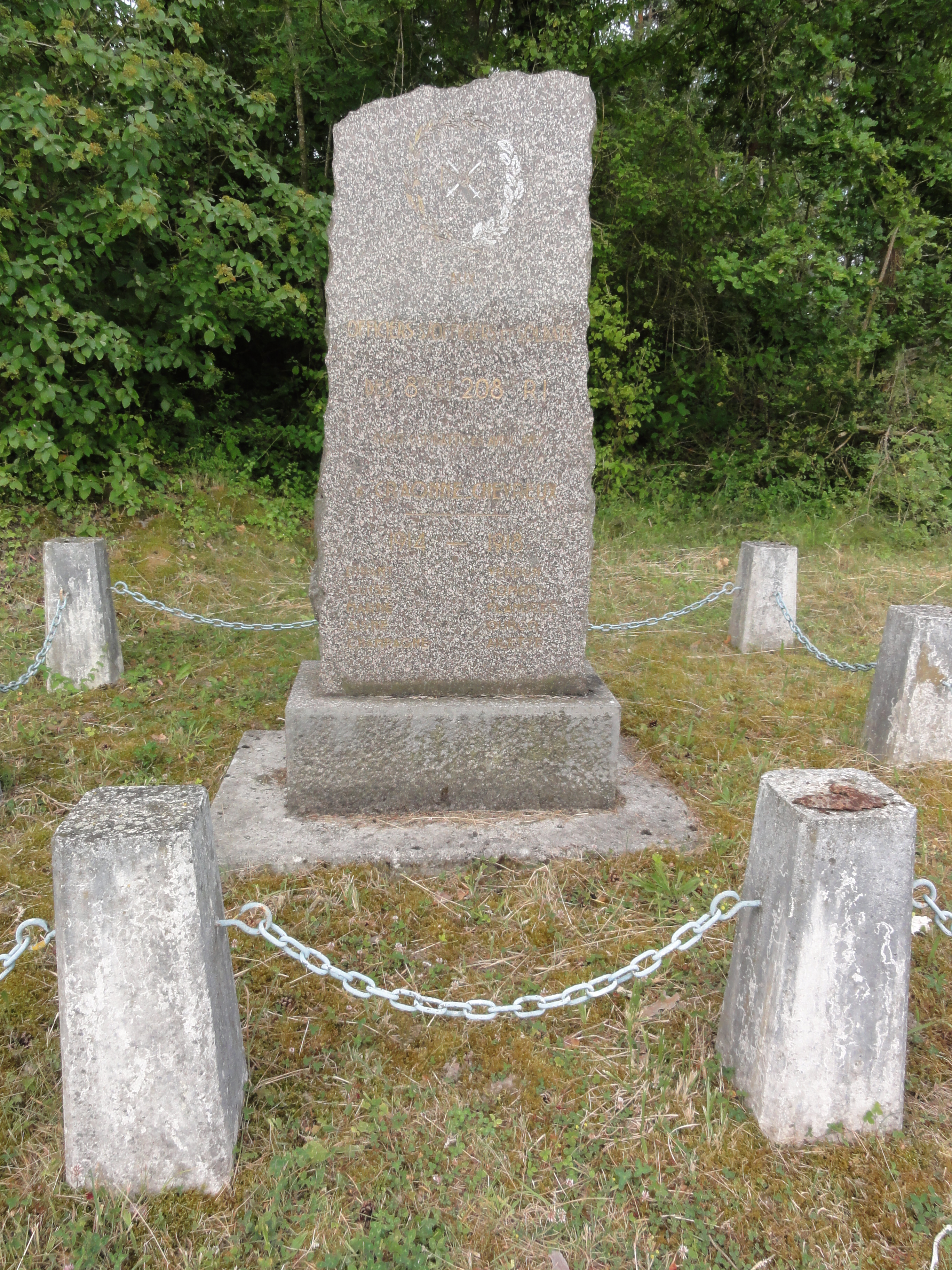
Craonne, mémorial au.

- En 1914 : casernement Saint Omer, 102e Brigade d'Infanterie, 51e DI, 1er Région, 4e Groupe de Réserve.

Affectations:
- 51e division d'infanterie d'août 1914 à novembre 1916
- 2e division d'infanterie de novembre 1916 à novembre 1918
- Constitution en 1914 de 2 bataillons, puis le 3 juillet 1916 l'adjonction avec un bataillon du 310e RI.

#### 1914
- Défense d'Hirson, Sissonne, Bataille de Charleroi
- 29 août : Bataille de Guise
- Bataille de la Marne
- Secteur de Reims

#### 1915
Secteur de Reims...bataille de champagne...Woëvre...Verdun...En septembre : combats dans la Somme à la Tranchées de Lihons.
Le colonel Mesnard quitte le régiment le 4 décembre 1915 

#### 1916
Bataille de Verdun...fort de Douaumont...
En février 1916 pendant la bataille de Verdun, le colonel Puech qui avait pris le commandement du 208ème est tué à Douaumont.
Alsace... 
Le 19 mars, le lieutenant-colonel Louis prend le commandement du 208 pendant un séjour de repos en Alsace.
Bataille de la Somme (juin à juillet)
Champagne...
Le 6 octobre, le colonel Joly prend le 208ème et la situation est grave. Il est avisé que le régiment « ne va pas » et qu’il doit y mettre bon ordre (récit fait par le général Joly a un banquet d'anciens le 17 décembre 1927). Le régiment devait monter en ligne pour attaquer dans le secteur de Châlons et il aurait déclaré qu’il ne marcherait pas !
Il « marche » cependant et le colonel Joly reçoit la visite d’un officier d’état-major qui lui ordonne de sévir contre un officier et vingt hommes. « Le drapeau du 208ème a été taché, il ne peut être lavé que par le sang ». Les vingt hommes sont traduits devant le Conseil de guerre et acquittés.

#### 1917
- 15 février : combat de Maisons-en-Champagne, 800 hommes capturés par l'attaque allemande.
- 16 avril : bataille du Chemin des Dames, échec de l'attaque vers Corbeny (entre Craonne et Berry-au-Bac), régiment à nouveau décimé au bois de Beaumarais
- Offensive des Flandres...

#### 1918
Région du Soissons...Bataille de l'Ailettes...Alsace, Rougemont puis Nancy.

#### 1919
Le régiment occupe Mayence jusqu'au 15 février 1919 et est dissous à la fin de ce mois.

### Seconde Guerre mondiale

#### Mobilisation et drôle de guerre

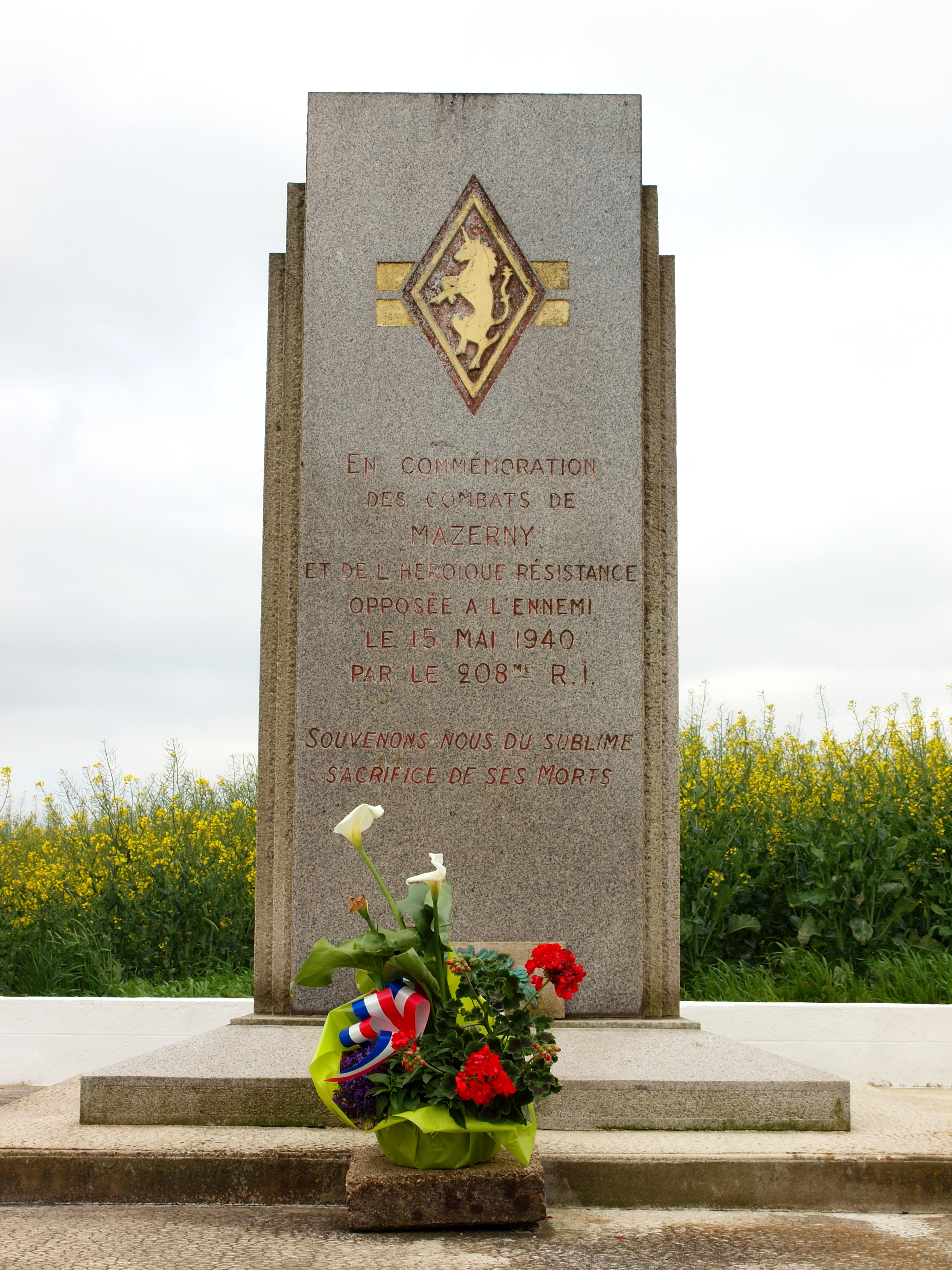
Monument national aux combattants du régiment d'infanterie (combat du 15 mai 1940), érigé à Mazerny (Ardennes)

Le 208e régiment d'infanterie est formé le 7 septembre 1939 dans le secteur de Saint-Lô (centre mobilisateur d'infanterie no 33) sous les ordres du lieutenant-colonel Dargelos. Il appartient, avec ses Ier, IIe et IIIe bataillons, à la 53e division d'infanterie. Le régiment compte aussi quatre bataillons autonomes rattachés aux organes de défense côtière : IVeIVe et VIIe à l'organe C (Cherbourg) et Ve et VIe à l'organe A (Dunkerque-Boulogne).
Sous les ordres du général Blin, la 53e DI est en octobre à la disposition du XVIe corps d'armée en Flandre, elle renforce le secteur défensif des Flandres (qui devient ensuite le secteur fortifié des Flandres). Puis elle est affectée à la 9e armée en 1940, elle stationne alors dans la région de Novion-Porcien – Launois-sur-Vence, en tant que réserve de l'armée elle est susceptible de venir soutenir la 102e division d'infanterie de forteresse.
En janvier 1940, les IVe, Ve et VIIe bataillons forment les 224e et 272e régiments d'infanterie, rattachés à la nouvelle 68e DI,.

#### Bataille de France
La 53e DI combat dans les Ardennes[réf. nécessaire].
À partir du 17 mai, sous le commandement du chef de bataillon Feuardent, le IVe bataillon s'installe en position de défense dans les marais du Cotentin. Le 17 juin, le groupement constitué avec le renfort d'un bataillon du 27e régiment d'infanterie coloniale mixte sénégalais, d'un du 329e RI, d'un détachement du 36e régiment régional et de marins servants comme canonniers (canons de 95 anciens ou 65 ou 75 sur affûts à crinoline) fait face à la 7e Panzerdivision du général Rommel. Les soldats du 208e combattent à Denneville, Marcanville (commune de Saint-Sauveur-de-Pierrepont) et à Hautmesnil (commune de Saint-Sauveur-le-Vicomte) puis le lendemain à Saint-Côme-du-Mont et le 19 à Sainte-Mère-Église. Malgré les percées dans son dispositif, le régiment reste en place jusqu'à l'ordre de cessez-le-feu local reçu le 19.

## Drapeau
Il porte, cousues en lettres d'or dans ses plis, les inscriptions suivantes :
- Verdun 1916
- Flandres 1917
- La Marne 1918
- L'Oise 1918

## Décorations
La cravate du drapeau régimentaire est décorée de la croix de guerre 1914-1918 avec quatre citations à l'ordre de l'armée. Il a le droit au port de la fourragère aux couleurs de la Médaille militaire décernée le 3 janvier 1919.

## Insigne

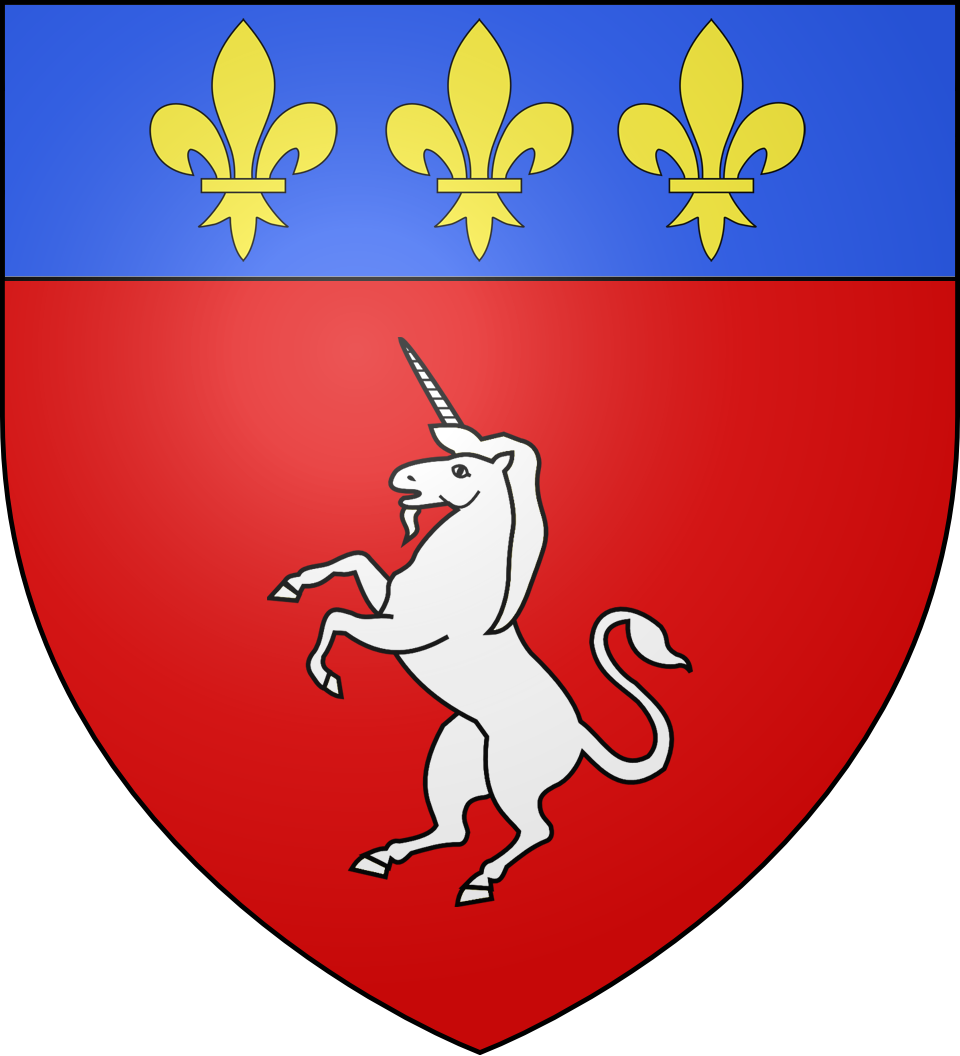
Le blason de Saint-Lô.

La description héraldique de l'insigne de 1940 est de gueules, à la bordure d'or, à la licorne rampante de même. Cet insigne est inspiré du blason de la ville de Saint-Lô.

## Personnages célèbres ayant servi au208eRI
- Pierre Bouchard (résistant) (1901-1944) a servi comme lieutenant pendant la campagne de France de 1940 ; mort en déportation à Mauthausen.
- Émile Maitrot, coureur cycliste, mort pour la France le 14 septembre 1916 à Lihons dans la Somme[12].

## Sources et bibliographie
- Archives militaires du Château de Vincennes[réf. non conforme].
- Historique du 208e régiment d'infanterie, Librairie Chapelot (lire en ligne)
- Général Andolenko, Recueil d'historiques de l'Infanterie française, Eurimprim, 1969, 2e éd. (1re éd. 1949).